# Гесгайм
Гесгайм (нім. Heßheim) — громада в Німеччині, розташована в землі Рейнланд-Пфальц. Входить до складу району Рейн-Пфальц. Складова частина об'єднання громад Ламбсгайм-Гесгайм.
Площа — 5,78 км2. Населення становить 3147 ос. (станом на 31 грудня 2020).

## Галерея

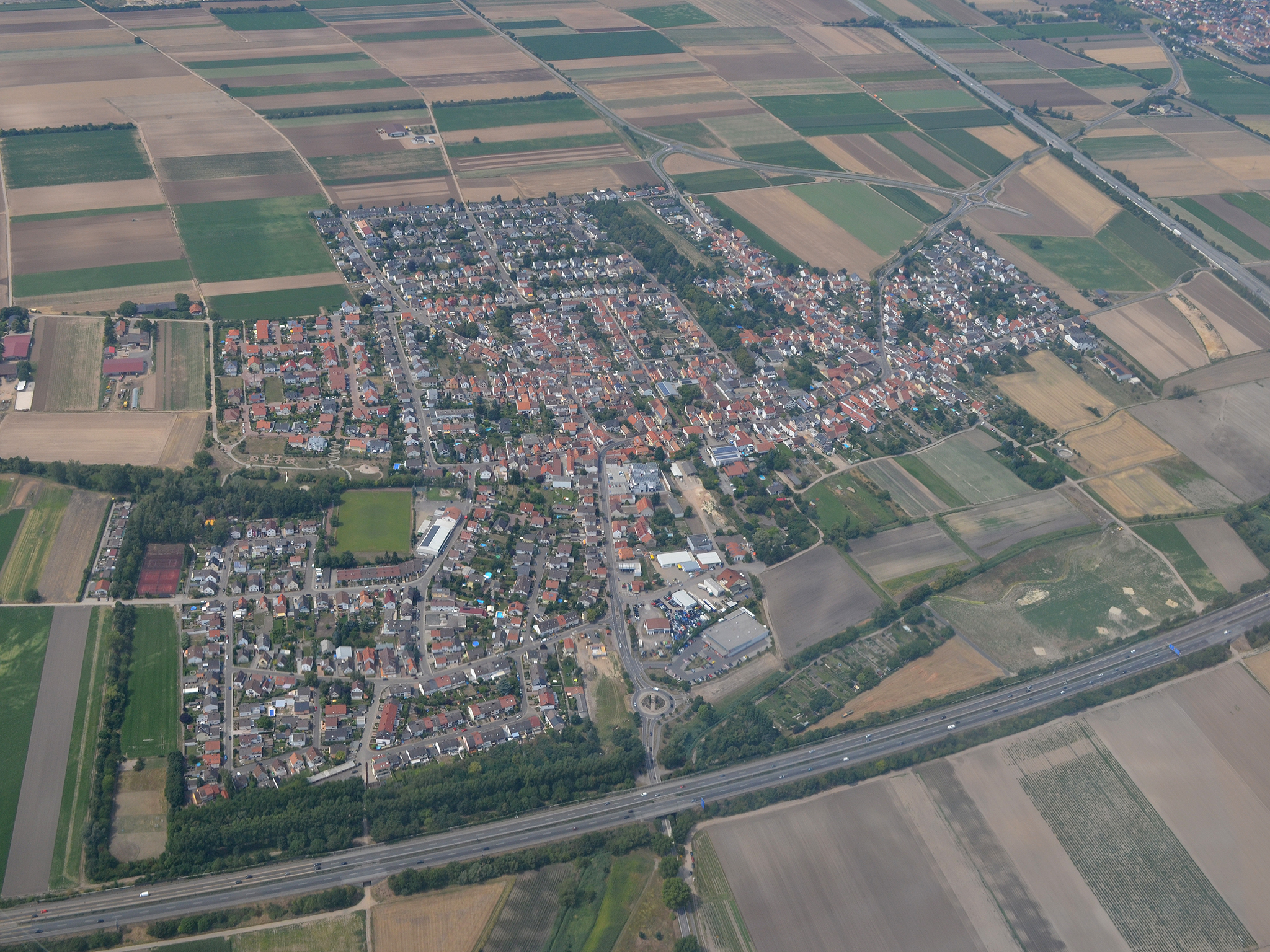
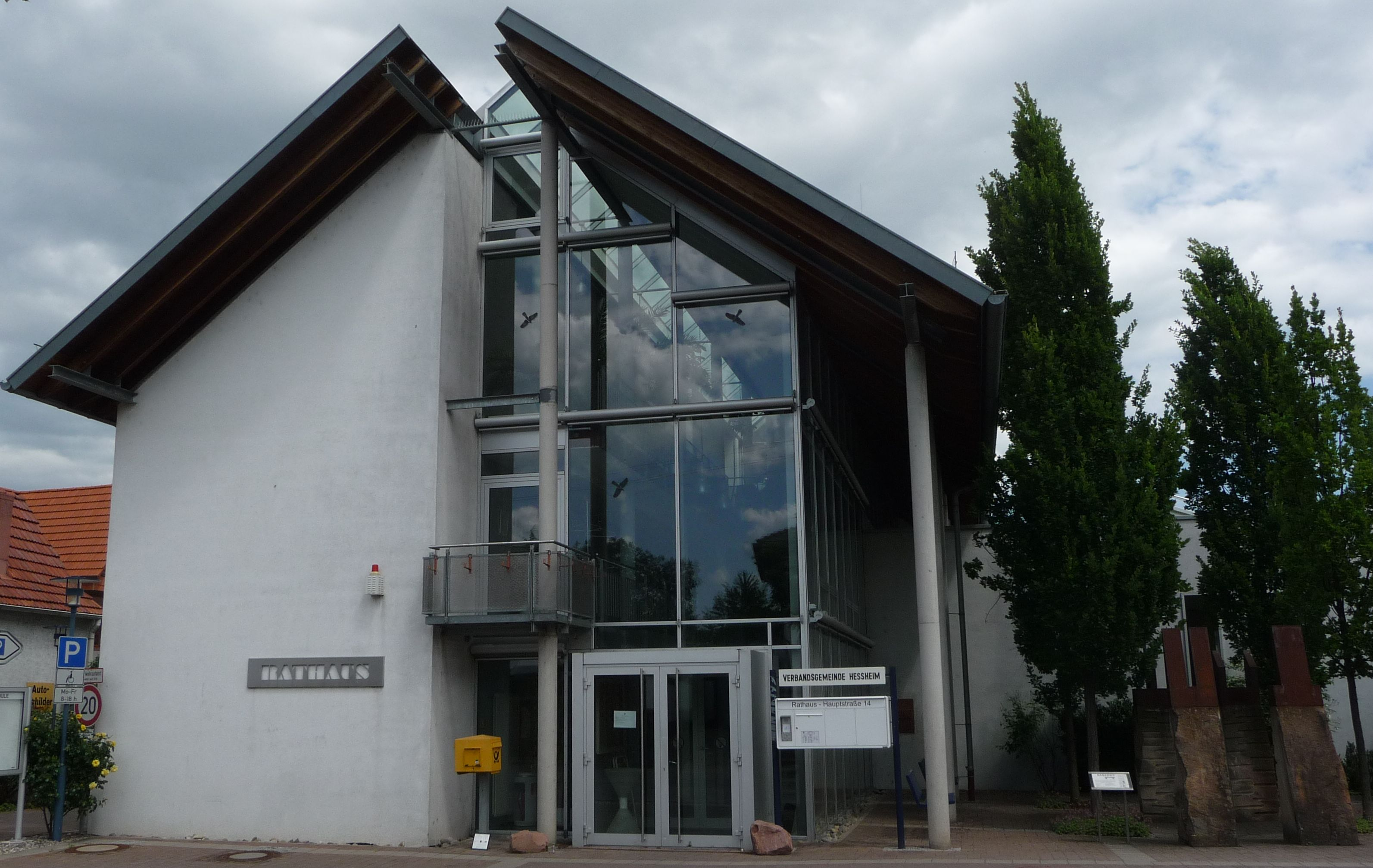